# Королевский (хутор)
Королевский — хутор в Новониколаевском районе Волгоградской области России. Входит в состав Новониколаевского городского поселения.

## История
В соответствии с Законом Волгоградской области от 22 декабря 2004 года № 975-ОД «Об установлении границ и наделении статусом Новониколаевского района и муниципальных образований в его составе», хутор вошёл в состав образованного Новониколаевского городского поселения.

## География
На хуторе имеется одна улица: Продольная.

## Население
| 2010 |
| ---- |
| 79   |

## Инфраструктура
Развитое сельское хозяйство. Личное подсобное хозяйство.
Ближайшая железнодорожная станция Косарка — в х. Пруцковский.

## Транспорт
Железная и автомобильная дорога.